# Зильберштейн, Валерий Идеевич
Валерий Идеевич Зильберштейн (13 апреля 1943, Новосибирск — 2005, Брянск) — советский и российский шахматист, международный мастер (1980). Тренер.

## Биография
Чемпион РСФСР 1971 года. Призёр турниров Вооружённых Сил СССР.
В составе сборной РСФСР серебряный призёр 12-го первенства СССР между командами союзных республик по шахматам (1972) в г. Москве.
Участник 4-х командных кубков СССР (1971, 1974, 1976 и 1978), выиграл 2 командные медали в составе ДСО «Труд» — серебряную (1976) и бронзовую (1974).
Результаты выступлений в международных турнирах: Кисловодск (1972) — 13-14 место; Варна (1980, 2-й турнир) — 1-е место; Банкя (1980) — 6-7 место.
Валерий Зильберштейн был также известен как тренер. Среди его учеников гроссмейстеры А. С. Хасин и Я. А. Непомнящий.
С 2011 года в Брянске проходят турниры памяти Зильберштейна, инициатором их проведения выступил Ян Непомнящий. Посмертно награждён золотым знаком Федерации шахмат России.

## Спортивные результаты
| Год  | Город   | Турнир               | + | − | =  | Результат | Место  |
| ---- | ------- | -------------------- | - | - | -- | --------- | ------ |
| 1967 | Харьков | 35-й чемпионат СССР  | 5 | 6 | 2  | 6 из 13   | 71—-88 |
| 1971 | Пенза   | 27-й чемпионат РСФСР |   |   |    | 13 из 19  | 1      |
| 1972 | Баку    | 40-й чемпионат СССР  | 3 | 6 | 12 | 9 из 21   | 17—20  |

## Изменения рейтинга
| Графики недоступны из-за технических проблем. См. информацию на Фабрикаторе и на mediawiki.org. |